# Jim Harrick
Jim Harrick (ur. 25 lipca 1938) – trener koszykówki na poziomie akademickim. Na ławce trenerskiej spędził łącznie 23 sezony, podczas których prowadził drużyny z takich uczelni jak: Pepperdine University, UCLA, University of Rhode Island, oraz University of Georgia.

## Życiorys

### Początki
Karierę trenerską rozpoczynał w Morningside High School, która mieści się w Inglewood w stanie Kalifornia, gdzie początkowo uczył się fachu jako asystent trenera w latach 1964–1969, by później objąć stanowisko głównego szkoleniowca w latach 1970–1973. Następnie od 1974 do 1977 zajmował ponownie stanowisko asystenta trenera w drużynie uczelnianej Utah State, następnie spędził 2 sezony (1978–1979) na tym samym stanowisku w drużynie UCLA Bruins. W 1979 zajął stołek głównego trenera drużyny z Pepperdine University, gdzie poprowadził uczelnianą drużynę do 4 występów w NCAA Tournament, oraz został czterokrotnie wybrany trenerem roku w swojej konferencji.

### UCLA
W 1988 powrócił do Los Angeles, zająć stanowisko głównego trenera UCLA Bruins po tym jak zwolniony został wcześniejszy szkoleniowiec Walt Hazzard. W czasie naboru do drużyny został dodany Don MacLean (19 numer draftu 1992). Podczas sezonu 1994/1995 Jim Harrick poprowadził UCLA do bilansu 31-2, wygrywając również NCAA Tournament i zdobywając mistrzostwo ligi. Był to 11 tytuł UCLA, pierwszy od sezonu 1974/1975 kiedy to drużyna była prowadzona przez legendarnego Johna Woodena. Rok później Bruins zostali wyeliminowani w pierwszej rundzie przez drużynę z uczelni Princeton.

Jak się później okazało, był to ostatni mecz Harricka jako trenera UCLA. W związku z aferą na temat pokrycia kosztów pojawienia się na spotkaniu rekrutacyjnym dwóch graczy UCLA - Camerona Dollara, oraz Chalesa O’Bannona. Przed Harrickiem zostało postawione ultimatum. Albo sam odejdzie albo zostanie zwolniony, Jim wybrał drugą opcję i został zwolniony następnego dnia, na krótko przed rozpoczęciem sezonu 1996/1997. Na jego miejsce został wybrany obecny trener Ben Howland.

### Rhode Island
Po rocznej przerwie od zawodu, Harrick wrócił do koszykówki jako główny trener drużyny z Rhode Island. Przez dwa sezony prowadził zespół Rams (1997-1999), dwukrotnie kwalifikując się do NCAA Tournament. Podczas turnieju w 1998, drużynie Harricka udało się wyeliminować renomowaną drużynę Kansas Jayhawks, dzięki czemu awansowali do regionalnych finałów środkowego zachodu, gdzie zostali pokonani przez Stanford Cardinal 79-77. W drugim sezonie do drużyny Harricka dołączył Lamar Odom, który poprowadził drużynę do ich pierwszego mistrzowskiego tytułu w Atlantic 10 Conference.

### Georgia
Po opuszczeniu Rhode Island objął posadę głównego trenera drużyny z Uniwersytetu Georgia. Przez cztery sezony prowadził zespół Bulldogs (1999-2003), wprowadzając dwukrotnie drużynę do NCAA Tournament. 

Harrick zrezygnował z posady, oraz zaprzestał pracy na stanowisku trenera po tym jak wyszło na jaw kilka skandali z jego udziałem, podczas pracy na Uniwersytecie Georgia.

### Późniejsza kariera
Po opuszczeniu Georgia Bulldogs, Harrick podjął pracę skauta dla drużyny Denver Nuggets, oraz pomagał rozwijać koszykówkę w Chinach.

13 czerwca 2006, został zatrudniony jako główny szkoleniowiec drużyny Bakersfield Jam, występującej w NBDL, jednak już w grudniu 2007 roku zrezygnował z posady, tłumacząc to osobistymi powodami. Opuszczając drużynę notował fatalny bilans 2-14.